# Честнат-Ридж (Нью-Йорк)
Честнат-Ридж (англ. Chestnut Ridge) — селище (англ. village) в США, в окрузі Рокленд штату Нью-Йорк. Населення — 10 505 осіб (2020).

## Географія
Честнат-Ридж розташований за координатами 41°5′6″ пн. ш. 74°2′53″ зх. д. / 41.08500° пн. ш. 74.04806° зх. д. (41.084908, -74.048071).  За даними Бюро перепису населення США в 2010 році селище мало площу 12,87 км², з яких 12,87 км² — суходіл та 0,01 км² — водойми.

## Демографія
Згідно з переписом 2010 року, у селищі мешкало 7916 осіб у 2676 домогосподарствах у складі 2023 родин. Густота населення становила 615 осіб/км².  Було 2796 помешкань (217/км²).
Расовий склад населення:
| - 68,7 % — білих - 17,5 % — чорних або афроамериканців - 8,1 % — азіатів - 0,1 % — вихідців з тихоокеанських островів - 0,1 % — корінних американців - 3,1 % — осіб інших рас |

До двох чи більше рас належало 2,4 %. Частка іспаномовних становила 11,1 % від усіх жителів.
За віковим діапазоном населення розподілялося таким чином: 23,5 % — особи молодші 18 років, 57,3 % — особи у віці 18—64 років, 19,2 % — особи у віці 65 років та старші. Медіана віку мешканця становила 44,7 року. На 100 осіб жіночої статі у селищі припадало 94,6 чоловіків;  на 100 жінок у віці від 18 років та старших — 91,2 чоловіків також старших 18 років.
Середній дохід на одне домашнє господарство  становив 108 478 доларів США (медіана — 89 813), а середній дохід на одну сім'ю — 121 363 долари (медіана — 109 318). Медіана доходів становила 57 337 доларів для чоловіків та 52 418 доларів для жінок. За межею бідності перебувало 8,5 % осіб, у тому числі 13,9 % дітей у віці до 18 років та 4,1 % осіб у віці 65 років та старших.
Цивільне працевлаштоване населення становило 3929 осіб. Основні галузі зайнятості: освіта, охорона здоров'я та соціальна допомога — 37,8 %, науковці, спеціалісти, менеджери — 10,3 %, роздрібна торгівля — 10,1 %.